# Санд, Эббе
Э́ббе Санд (дат. Ebbe Sand; род. 19 июля 1972, Хадсунн, Северная Ютландия) — датский футболист, нападающий. Известен по выступлениям в клубах «Брондбю», «Шальке 04» и сборной Дании.

## Клубная карьера

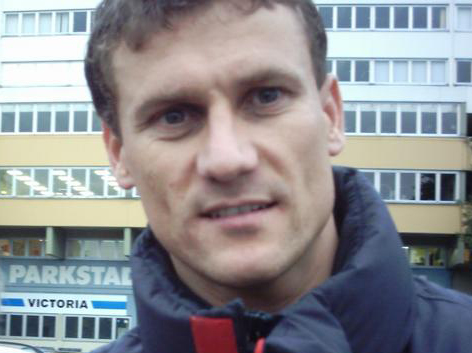
Санд перед бывшим стадионом «Шальке»

Начал заниматься футболом в команде из родного города «Хадсунн», вместе с братом близнецом Петером Сандом. В 1992 году перешёл в «Брондбю» в 1998 году выиграл звание футболист года в Дании и лучшим бомбардиром. Летом 1999 года перешёл в немецкий «Шальке 04» за 5 250 000 евро. В своём первом сезоне в бундеслиге забил 14 голов, но «Шальке» финишировал только на 13 месте. В сезоне 2000/01 «Шальке» финишировал вторым, а Санд с 22 голами поделил с Сергеем Барбарезом лавры лучшего бомбардира бундеслиги и получил звание футболиста года. Также «Шальке» выиграл Кубок Германии. В сезоне 2001/02 клуб из Гельзенкирхена финишировал на пятом месте и опять выиграл Кубок Германии, а Санд забил 11 голов. Свою последнюю игру в бундеслиге провёл 13 мая 2006 года, забив гол в ворота «Штутгарта». За время проведённое в Германии, он перенёс рак яичек и вирусный менингит. Доходы от прощального матча Санда поступили в организацию, которая оказывает помощь больным детям.

## Карьера в сборной
22 апреля 1998 года в матче дебютировал за сборную Дании в матче с Норвегией. Был вызван в сборную Дании на финальную часть чемпионата мира 1998 года. В 1/8 финала забил гол в ворота Нигерии во встрече, выигранной датчанами со счётом (4:1). Забил самый быстрый гол, забитый игроком, вышедшим на замену в чемпионате мира. В квалификационных матчах за право попасть на финальную часть чемпионата мира 2002 года забил девять мячей.

## Личная жизнь
Его брат-близнец Петер выступал как профессиональный футболист, сейчас футбольный тренер. Женат, есть двое детей.

## Статистика

### Матчи Санда за сборную Дании
| Матчи Санда за сборную Дании | Матчи Санда за сборную Дании | Матчи Санда за сборную Дании | Матчи Санда за сборную Дании | Матчи Санда за сборную Дании | Матчи Санда за сборную Дании                                    |
| ---------------------------- | ---------------------------- | ---------------------------- | ---------------------------- | ---------------------------- | --------------------------------------------------------------- |
| №                            | Дата                         | Соперник                     | Счёт                         | Голы Санда                   | Соревнование                                                    |
| 1                            | 22 апреля 1998               | Норвегия                     | 0:2                          | —                            | Товарищеский матч                                               |
| 2                            | 5 июня 1998                  | Камерун                      | 1:2                          | —                            | Товарищеский матч                                               |
| 3                            | 12 июня 1998                 | Саудовская Аравия            | 1:0                          | —                            | Чемпионат мира 1998                                             |
| 4                            | 18 июня 1998                 | ЮАР                          | 1:1                          | —                            | Чемпионат мира 1998                                             |
| 5                            | 24 июня 1998                 | Франция                      | 1:2                          | —                            | Чемпионат мира 1998                                             |
| 6                            | 28 июня 1998                 | Нигерия                      | 4:1                          | 1                            | Чемпионат мира 1998                                             |
| 7                            | 3 июля 1998                  | Бразилия                     | 2:3                          | —                            | Чемпионат мира 1998                                             |
| 8                            | 19 августа 1998              | Чехия                        | 0:1                          | —                            | Товарищеский матч                                               |
| 9                            | 10 октября 1998              | Уэльс                        | 1:2                          | —                            | Чемпионат Европы 2000 (отбор)                                   |
| 10                           | 14 октября 1998              | Швейцария                    | 1:1                          | —                            | Чемпионат Европы 2000 (отбор)                                   |
| 11                           | 10 февраля 1999              | Хорватия                     | 1:0                          | 1                            | Товарищеский матч                                               |
| 12                           | 27 марта 1999                | Италия                       | 1:2                          | 1                            | Чемпионат Европы 2000 (отбор)                                   |
| 13                           | 28 апреля 1999               | ЮАР                          | 1:1                          | 1                            | Товарищеский матч                                               |
| 14                           | 5 июня 1999                  | Беларусь                     | 1:0                          | —                            | Чемпионат Европы 2000 (отбор)                                   |
| 15                           | 9 июня 1999                  | Уэльс                        | 2:0                          | —                            | Чемпионат Европы 2000 (отбор)                                   |
| 16                           | 18 августа 1999              | Нидерланды                   | 0:0                          | —                            | Товарищеский матч                                               |
| 17                           | 4 сентября 1999              | Швейцария                    | 2:1                          | —                            | Чемпионат Европы 2000 (отбор)                                   |
| 18                           | 8 сентября 1999              | Италия                       | 3:2                          | —                            | Чемпионат Европы 2000 (отбор)                                   |
| 19                           | 10 октября 1999              | Иран                         | 0:0                          | —                            | Товарищеский матч                                               |
| 20                           | 13 ноября 1999               | Израиль                      | 5:0                          | —                            | Чемпионат Европы 2000 (отбор)                                   |
| 21                           | 17 ноября 1999               | Израиль                      | 3:0                          | 1                            | Чемпионат Европы 2000 (отбор)                                   |
| 22                           | 29 марта 2000                | Португалия                   | 1:2                          | —                            | Товарищеский матч                                               |
| 23                           | 26 апреля 2000               | Швеция                       | 0:1                          | —                            | Товарищеский матч                                               |
| 24                           | 3 июня 2000                  | Бельгия                      | 2:2                          | —                            | Товарищеский матч                                               |
| 25                           | 11 июня 2000                 | Франция                      | 0:3                          | —                            | Чемпионат Европы 2000                                           |
| 26                           | 16 июня 2000                 | Нидерланды                   | 0:3                          | —                            | Чемпионат Европы 2000                                           |
| 27                           | 16 августа 2000              | Фарерские острова            | 2:0                          | 1                            | Чемпионат Северной Европы 2000—2001                             |
| 28                           | 2 сентября 2000              | Исландия                     | 2:1                          | —                            | Чемпионат мира 2002 (отбор) Чемпионат Северной Европы 2000—2001 |
| 29                           | 7 октября 2000               | Северная Ирландия            | 1:1                          | —                            | Чемпионат мира 2002 (отбор)                                     |
| 30                           | 11 октября 2000              | Болгария                     | 1:1                          | 1                            | Чемпионат мира 2002 (отбор)                                     |
| 31                           | 15 ноября 2000               | Германия                     | 2:1                          | —                            | Товарищеский матч                                               |
| 32                           | 24 марта 2001                | Мальта                       | 5:0                          | 3                            | Чемпионат мира 2002 (отбор)                                     |
| 33                           | 28 марта 2001                | Чехия                        | 0:0                          | —                            | Чемпионат мира 2002 (отбор)                                     |
| 34                           | 25 апреля 2001               | Словения                     | 3:0                          | 1                            | Товарищеский матч                                               |
| 35                           | 2 июня 2001                  | Чехия                        | 2:1                          | 1                            | Чемпионат мира 2002 (отбор)                                     |
| 36                           | 6 июня 2001                  | Мальта                       | 2:1                          | 2                            | Чемпионат мира 2002 (отбор)                                     |
| 37                           | 15 августа 2001              | Франция                      | 0:1                          | —                            | Товарищеский матч                                               |
| 38                           | 1 сентября 2001              | Северная Ирландия            | 1:1                          | —                            | Чемпионат мира 2002 (отбор)                                     |
| 39                           | 5 сентября 2001              | Болгария                     | 2:0                          | —                            | Чемпионат мира 2002 (отбор)                                     |
| 40                           | 6 октября 2001               | Исландия                     | 6:0                          | 2                            | Чемпионат мира 2002 (отбор)                                     |
| 41                           | 10 ноября 2001               | Нидерланды                   | 1:1                          | —                            | Товарищеский матч                                               |
| 42                           | 13 февраля 2002              | Саудовская Аравия            | 1:0                          | 1                            | Товарищеский матч                                               |
| 43                           | 27 марта 2002                | Ирландия                     | 0:3                          | —                            | Товарищеский матч                                               |
| 44                           | 17 апреля 2002               | Израиль                      | 3:1                          | —                            | Товарищеский матч                                               |
| 45                           | 26 мая 2002                  | Тунис                        | 2:1                          | 1                            | Товарищеский матч                                               |
| 46                           | 1 июня 2002                  | Уругвай                      | 2:1                          | —                            | Чемпионат мира 2002                                             |
| 47                           | 6 июня 2002                  | Сенегал                      | 1:1                          | —                            | Чемпионат мира 2002                                             |
| 48                           | 15 июня 2002                 | Англия                       | 0:3                          | —                            | Чемпионат мира 2002                                             |
| 49                           | 21 августа 2002              | Шотландия                    | 1:0                          | 1                            | Товарищеский матч                                               |
| 50                           | 7 сентября 2002              | Норвегия                     | 2:2                          | —                            | Чемпионат Европы 2004 (отбор)                                   |
| 51                           | 12 октября 2002              | Люксембург                   | 2:0                          | 1                            | Чемпионат Европы 2004 (отбор)                                   |
| 52                           | 20 ноября 2002               | Польша                       | 2:0                          | —                            | Товарищеский матч                                               |
| 53                           | 29 марта 2003                | Румыния                      | 5:2                          | —                            | Чемпионат Европы 2004 (отбор)                                   |
| 54                           | 2 апреля 2003                | Босния и Герцеговина         | 0:2                          | —                            | Чемпионат Европы 2004 (отбор)                                   |
| 55                           | 7 июня 2003                  | Норвегия                     | 1:0                          | —                            | Чемпионат Европы 2004 (отбор)                                   |
| 56                           | 11 июня 2003                 | Люксембург                   | 2:0                          | —                            | Чемпионат Европы 2004 (отбор)                                   |
| 57                           | 20 августа 2003              | Финляндия                    | 1:1                          | —                            | Товарищеский матч                                               |
| 58                           | 10 сентября 2003             | Румыния                      | 2:2                          | —                            | Чемпионат Европы 2004 (отбор)                                   |
| 59                           | 16 ноября 2003               | Англия                       | 3:2                          | —                            | Товарищеский матч                                               |
| 60                           | 18 февраля 2004              | Турция                       | 1:0                          | —                            | Товарищеский матч                                               |
| 61                           | 28 апреля 2004               | Шотландия                    | 1:0                          | 1                            | Товарищеский матч                                               |
| 62                           | 30 мая 2004                  | Эстония                      | 2:2                          | —                            | Товарищеский матч                                               |
| 63                           | 5 июня 2004                  | Хорватия                     | 1:2                          | 1                            | Товарищеский матч                                               |
| 64                           | 14 июня 2004                 | Италия                       | 0:0                          | —                            | Чемпионат Европы 2004                                           |
| 65                           | 18 июня 2004                 | Болгария                     | 2:0                          | —                            | Чемпионат Европы 2004                                           |
| 66                           | 22 июня 2004                 | Швеция                       | 2:2                          | —                            | Чемпионат Европы 2004                                           |

Итого: 66 матчей / 22 гола; 32 победы, 18 ничьих, 16 поражений.

## Достижения

### Командные
- Чемпион Дании (3): 1995/96, 1996/97, 1997/98
- Обладатель Кубка Дании: 1998
- Обладатель Кубка Германии (2): 2001, 2002
- Обладатель Кубка Интертото: 2003
- Обладатель Кубка немецкой лиги: 2005

### Личные
- Футболист года в Дании (2): 1998, 2001
- Лучший бомбардир чемпионата Дании: 1997/98
- Лучший бомбардир чемпионата Германии: 2000/01